# Знакомьтесь, Балуев (фильм)
«Знако́мьтесь, Балу́ев» — советский чёрно-белый художественный фильм, поставленный на киностудии «Ленфильм» в 1963 году режиссёром Виктором Комиссаржевским по одноимённой повести Вадима Кожевникова.
Единственный кинофильм театрального режиссёра Виктора Комиссаржевского.
Фильм был участником конкурсной программы Московского международного кинофестиваля в 1963 году, где его основным конкурентом был фильм Федерико Феллини «Восемь с половиной», но председателю жюри Григорию Чухраю удалось убедить советское партийное руководство в том, что невозможно наградить главным призом слабую советскую производственную драму.

## Сюжет
1960-е годы. Павел Гаврилович Балуев, начальник участка строительства магистрального газопровода, решает проложить трассу напрямик, через болото, наплевав на утверждённый проект. Помимо своих основных обязанностей начальника и руководителя, Балуев активно занимается воспитательной работой среди своих подчинённых.

## В ролях
- Иван Переверзев — Павел Гаврилович Балуев
- Нина Ургант — Дуся Балуева
- Станислав Соколов — Витя Зайцев
- Светлана Дик — Зина Пеночкина
- Павел Морозенко — Вася Марченко
- Зинаида Кириенко — Капа Подгорная
- Анатолий Ромашин — Борис Шпаковский
- Нелли Корнева — Изольда Безуглова
- Павел Панков — Фёдор Фокин
- Сергей Плотников — Сергей Бубнов
- Сергей Блинников — Алексей Фирсов
- Пантелеймон Крымов — машинист Петухов
- Игорь Косухин — Сева Крохалёв

## Съёмочная группа
- Сценарий — Вадима Кожевникова, Виктора Комиссаржевского (по повести Вадима Кожевникова)
- Постановка — Виктора Комиссаржевского
- Главные операторы — Вениамин Левитин, Дмитрий Месхиев
- Главный художник — Алексей Рудяков
- Режиссёр — Н. Русланова
- Композитор — Владлен Чистяков
- Текст песни — Юрия Ряшенцева

## Отзывы
…, и на чём свет поносил фильм «Знакомьтесь, Балуев» и всю киностудию «Ленфильм».
Фильм был на самом деле плохой, киностудия действительно за последние годы почти ничего интересного не выпустила,…Виктория Токарева, «День без вранья»
Пошёл сам высочайше идейный, вершина социалистического реализма кинофильм «Знакомьтесь, Балуев!» – о положительном коммунисте-хозяйственнике, прокладке трубопровода, с перевыполнением заданий, с борьбой за досрочное выполнение пятилетки… На фестивалях аплодируют по ходу фильмов в лучших местах. Этот фильм прошел при гробовом молчании зала. Когда он кончился, жидкие вежливые аплодисменты ознаменовали полный провал. Я взглянул на членов жюри, у иностранцев были по-детски ошеломленные физиономии, а председатель жюри Григорий Чухрай прятал глаза.Анатолий Кузнецов, Как умер фильм «Мы, двое мужчин»